# Židovský hřbitov v Bechyni
Židovský hřbitov v Bechyni přiléhá k vnější straně městských hradeb asi 300 m severozápadním směrem od bechyňského náměstí T. G. Masaryka a asi 100 m jihozápadně od místního hřbitova křesťanského na Michalské ulici.
Židovský hřbitov je od roku 1963 chráněn jako kulturní památka.
Hřbitov byl založen v první polovině 17. století a v areálu o rozloze 1369 m2, ohrazeném vysokou ohradní zdí, se dochovalo asi 250 náhrobků. Nejstarší čitelný náhrobek pochází z roku 1687.
Bechyňská židovská komunita zanikla za druhé světové války.